# 牵引动力国家重点实验室
牵引动力国家重点实验室是隶属于西南交通大学的国家重点实验室，位于中国四川省成都市。牵引动力国家重点实验室于1989年由国家计委批准开始筹建，1994年建成并开始接受国家试验和研究任务，1996年通过国家验收。通过验收后三次通过国家评估，两次被评为优秀国家重点实验室。实验室主管部门为教育部，依托单位为西南交通大学，实验室代号1991DA105597。实验室是学校二级单位（学院级），主任为王开云教授，学术委员会主任为黄庆学院士。

## 研究领域
牵引动力国家重点实验室主要負責高速列车、重载列车、城市轨道交通等方面的基础理论和技术创新研究，包括：
- 列车系统动力学
- 轮轨关系（车轮-轨道相互作用）
- 弓网关系（受电弓-接触网）
- 流固关系（流体-固体）
- 疲劳可靠性
- 磁悬浮技术
- 牵引传动技术
- 检测和试验技术

自建成以来，牵引动力实验室完成了中国大陆几乎所有机车车辆的动力学研究以及动力学性能的台架试验，每一种高铁动车组车型都要在这里测试、定型。2004年以来，又对高速动车组、新制式轨道交通的安全性保障、可靠性控制、长寿命设计、广域性复议等进行了一系列基础理论、检测技术的研究，为高速列车的运行性能提供了保证。

## 人员构成
截至2018年，实验室有教职工88名，其中教授（研究员）34名、副教授（副研究员和高工）26名，博士生导师28名、硕士生导师70名。
在固定人员中有院士3名，长江学者特聘教授6名，国家杰出青年基金获得者6名，国家优秀青年基金获得者1名，26人次获得其他国家级奖项或基金。

### 人物
- 沈志云：机车车辆专家，中国科学院院士
- 刘友梅：电力机车专家，中国工程院院士
- 王家素：高温超导专家，高温超导磁悬浮列车的奠基人之一
- 翟婉明：铁路工程动力学专家，中国科学院院士
- 张卫华
- 王开云

## 机构设置

### 行政机构
- 综合事务办公室
- 教师服务办公室
- 学生工作组[9]

### 科研机构
- 车辆工程与测控研究所
- 轮轨关系与振动噪声研究所
- 机车车辆研究所
- 列车与线路研究所
- 新型轨道交通技术研究所（含超导技术研究所）
- 装备运行与保障办公室
- 铁道电气化自动化研究所
- 摩擦学研究所
- 应用力学研究所[10]

## 研究成果

### 机车车辆整车滚动振动试验台

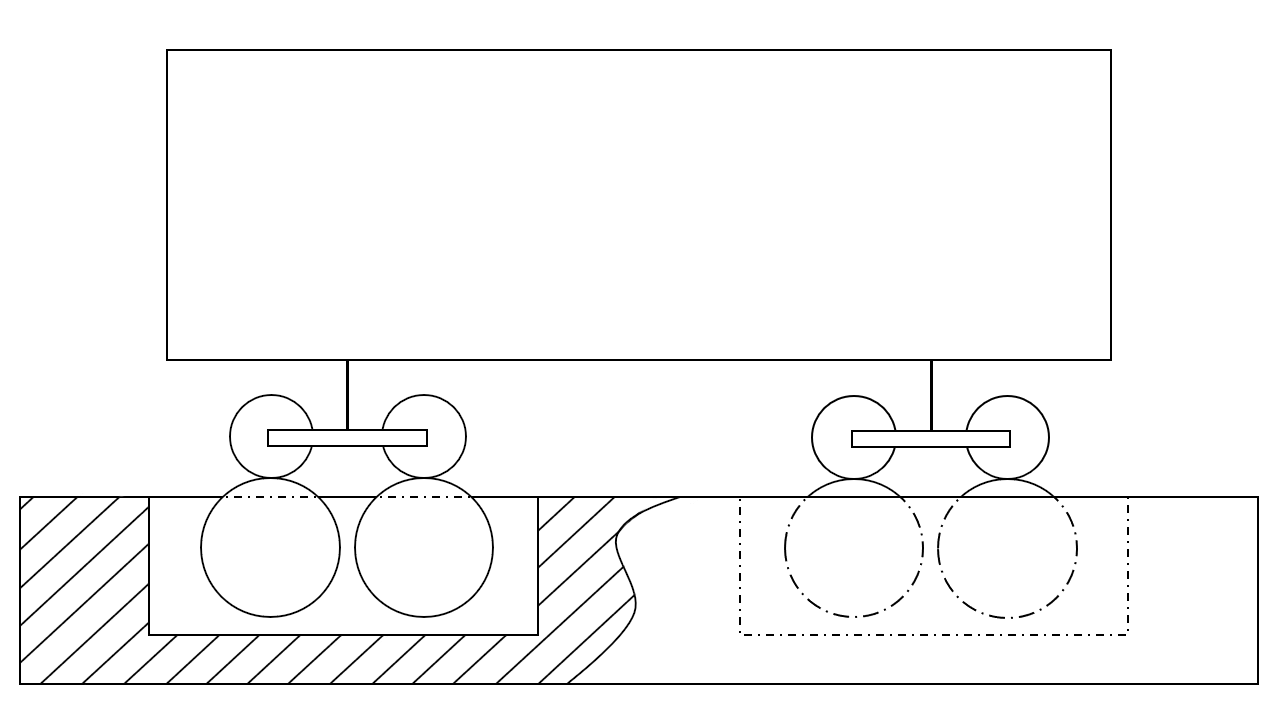
整车滚动振动试验台简图

滚动振动试验台通过不断滚动具有钢轨头型面的滚轮模拟铁路轨道，并通过滚轮垂向与横向的激振模拟线路轨道的不平顺。德国在20世纪70年代末开始筹建整车滚动振动试验台，并应用于ICE的研发；法国的滚动试验台在TGV的研发过程中发挥了重要作用。
由于当时的既有线运力与行车密度逐渐提高，在既有线上做实车运行试验越来越困难，1988年，实验室正式批准建造滚动振动整车模拟试验台，1993年初步落成，1995年投入使用，1999年获得国家科学技术进步一等奖。仅1995-2000年间，滚动振动试验台就完成了十余项机车车辆的整车试验，所有的提速客车、部分货车、250~300km/h高速机车和客车都通过试验台试验与改进。为满足中国高速铁路的发展，后续对滚动振动试验台进行了改造，最高试验速度可达600km/h，创造了试验台架的最高速度。整车滚动振动试验台是世界上第二个、亚洲第一个机车车辆（四轴）整车滚动振动试验台，从理论分析、试验验证到跟踪试验，在机车车辆特别是高速动车组的创新发展中起到不可替代的作用。

### 高温超导磁悬浮实验车
高温超导磁悬浮实验车“世纪号”系“863计划”项目。1995年，西南交大超导技术研究所王家素与王素玉教授提出了“高温超导磁悬浮实验车”的研究方案，方案立即得到学校方面支持。经过多次申报，研究列入863计划项目。2000年12月31日，试验车提前研制成功，2001年2月通过国家超导技术联合研究开发中心和国家超导技术专家委员会组织的验收。2001年3月，“世纪号”在北京展览馆参与863计划15周年成果展。此项目获2001年四川省科学技术特等奖，被教育部科学技术委员会评为2001年度中国高等学校十大科技进展。2005年，实验车在首届成都科技节展出，不少市民在科技节中亲自乘坐了实验车。
此项目的试验车可载5人，总悬浮重量530公斤，静悬浮高度大于20毫米，加速度为1米每二次方秒。
在高温超导磁悬浮实验车成功下线之前，德国日本等国的科学工作者都做过高温超导静态悬浮实验，但是中德合作的静态试验仅能悬浮起20公斤。实验车成功后，实验室与德国日本专家就高温超导技术进一步交流合作。

### 高速铁路客货混行
福厦铁路（早期被称作“福厦高铁”）根据运输需要，要建成客货混运的高铁，设计单位因此在修建过程中遇到了新问题。各界对高铁客货混运仍然多有争议。2002年，中铁二院作项目可行性进行研究时发现客货混运的高铁曲线没有可以参照的设计参数。翟婉明研究组仿真分析了普通货车与高速客车以不同速度在各种不同半径曲线轨道上运行时的动态行为，最终找到了同时能够满足两者安全平稳性的曲线设计参数。高铁客货混运规范由此开始研究并得以诞生。

### 高温超导高速磁浮列车工程
2021年1月13日上午，位于中国四川省成都市的世界首台高温超导高速磁浮工程化样车及试验线正式启用。高温超导高速磁浮工程化样车设计时速620千米，采用全碳纤维轻量化车体、低阻力头型，整体重量达12吨左右。样车采用了大载重高温超导磁浮技术等新技术和新工艺，最大的特点是无源自稳定，即不用通电列车也可悬浮在轨道上方，导向也不需要主动控制。在现场采访的记者发现，悬浮在轨道上的样车只需要一只手即可轻松推动。现阶段的目标是在大气环境中先达到620km/h，之后结合真空管道技术，准备远期向1000千米/小时以上速度值的目标。
建成的验证段试验线长度全长165米，整个工程由西南交通大学联合中车公司、中国中铁等单位协同攻关研发。实验室教授表示，如果研究进展较快，有可能在三到五年去建设更长距离的实验线，然后进行更高速度的试验。
此试验线中超导体需在零下196摄氏度的液氮环境下工作，“高温”是相对概念，并不是与室温比较。与之相对的“低温超导磁悬浮”要使用零下269摄氏度的液氦来保证车上超导材料的性能，而液氦的成本比液氮高出约五十倍。
该试验线还将作为云南昆丽磁浮（昆明-丽江）的预研项目。